# Stralsund
Stralsund [ˈʃtʀaːlzʊnt] est une ville du Mecklembourg-Poméranie-Occidentale, partie de la Poméranie, dans le Nord de l'Allemagne. C'est le chef-lieu de l'arrondissement de Poméranie-Occidentale-Rügen.
Elle fait partie des plus grandes villes de la région de Poméranie. Elle vit principalement du tourisme. Parmi les attractions les plus connues, le Musée allemand de la mer, le parc aquatique, le port de plaisance, la place du vieux marché (Alter Markt) avec l'hôtel de ville gothique et l'église Saint-Nicolas, la nouvelle place du marché, l'église Sainte-Marie, etc.
À côté du tourisme, la mer joue toujours un rôle important dans l'économie locale. Le chantier naval, le port et la pêche emploient de nombreux habitants.

## Géographie
La ville se trouve sur le Strelasund, un bras de la mer Baltique entre l'île de Rügen et le continent. Au vu de sa situation, la ville est d'ailleurs parfois surnommée « le port de Rügen ».

## Histoire
| Appartenances historiques Principauté de Rügen 1234-1325 Duché de Poméranie-Wolgast 1325-1478 Duché de Poméranie 1478-1531 Duché de Poméranie-Wolgast 1531-1625 Duché de Poméranie 1625-1637 Poméranie suédoise 1637-1815 Royaume de Prusse (Province de Poméranie) Empire allemand 1871–1918 République de Weimar 1918–1933 Reich allemand 1933–1945 Allemagne occupée 1945–1949 République démocratique allemande 1949–1990 Allemagne 1990–présent |

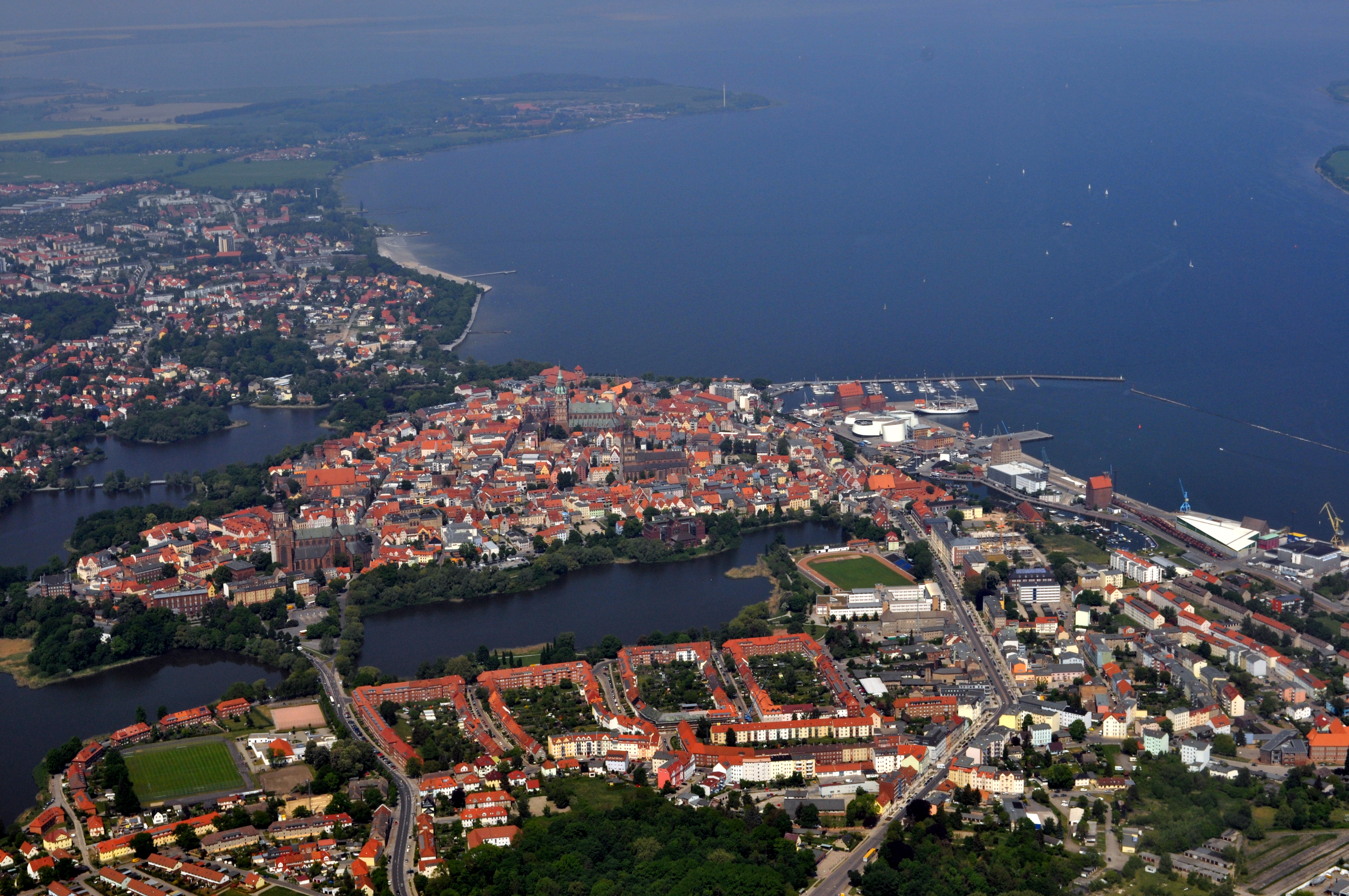
Stralsund.

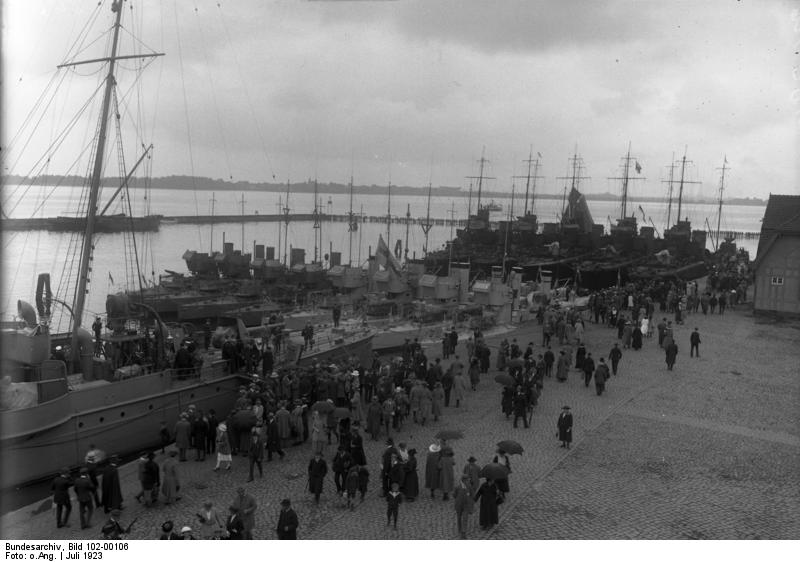
Navires de guerre dans le port en 1922.

Stralsund fut dès le Moyen Âge une des villes de la ligue hanséatique.
À l'invitation de Jaromar II, les dominicains y ont fondé le couvent Sainte-Catherine (Katharinenkloster) en 1251 et les franciscains le couvent Saint-Jean (Johanniskloster) en 1254.
Siège-clef de la ville pendant la Guerre de Trente Ans, la ville est défendue par l'officier Heinrich von Holk, vétéran de la Guerre de Trente Ans, bien qu'âgé seulement de 29 ans.
En 1807, la ville alors suédoise est assiégée et tombe sous le contrôle du Premier Empire. À la suite du congrès de Vienne de 1815 qui met un terme au Premier Empire, la ville est intégrée à la Poméranie prussienne.
Le bombardement du 6 octobre 1944 détruit près de 20 % de la ville et fait plus de 800 victimes.
Le 1er mai 1945, le deuxième front biélorusse s'empare de la ville.
La ville est inscrite au patrimoine mondial de l'UNESCO depuis 2002, conjointement avec celle de Wismar.
Stralsund était une ville-arrondissement jusqu’au 4 septembre 2011.
Angela Merkel est députée de la circonscription de Stralsund depuis 1990. Elle a obtenu 56,2 % des suffrages en 2013.

## Transports
La gare centrale de Stralsund relie la ville à Berlin grâce à la ligne nordique et à Hambourg.

## Jumelages

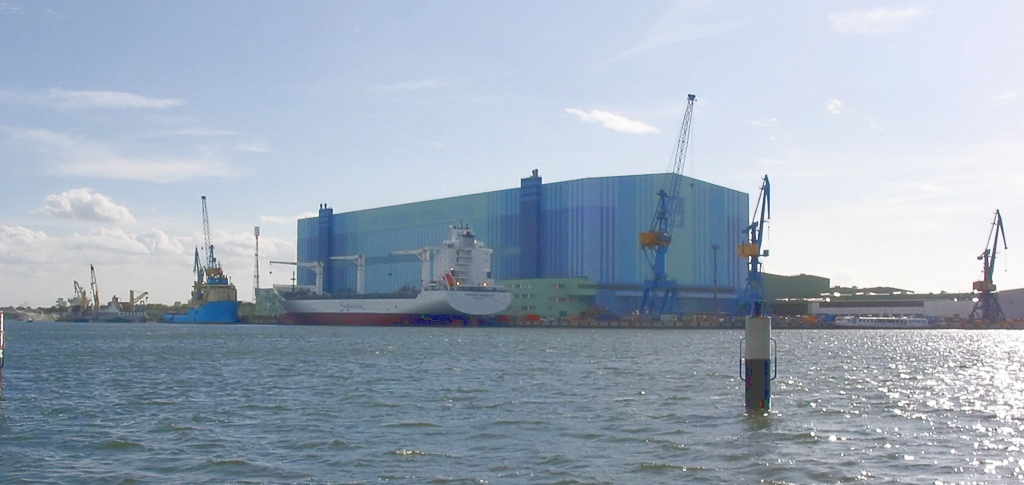
Le chantier naval Volkswerft.

La ville de Stralsund est jumelée avec :

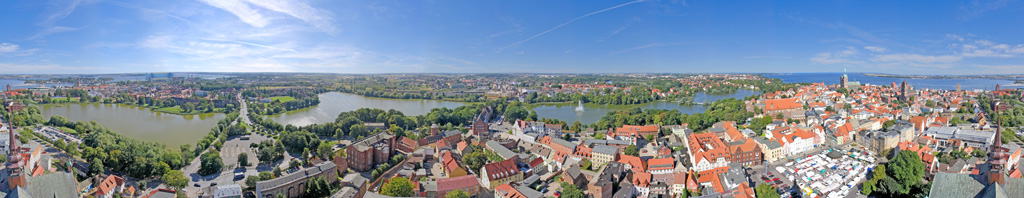
Panoramique de Stralsund.

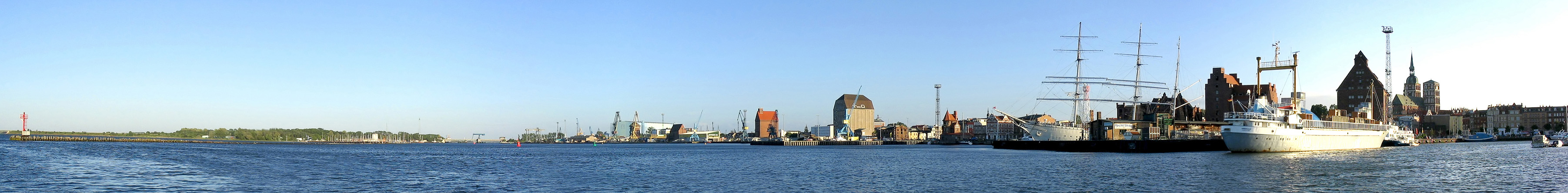
Panoramique du port de Stralsund.

- Kiel (Allemagne) depuis 1987 ;
- Trelleborg (Suède) depuis 2000 ;
- Ventspils (Lettonie) depuis 1987 ;
- Malmö (Suède) depuis 1991 ;
- Pori (Finlande) depuis 1968 ;
- Svendborg (Danemark) depuis 1992 ;
- Stargard (Pologne) depuis 1987 ;
- Wijchen (Pays-Bas) depuis 2014.

## Centres d'intérêt touristique
- Promenade

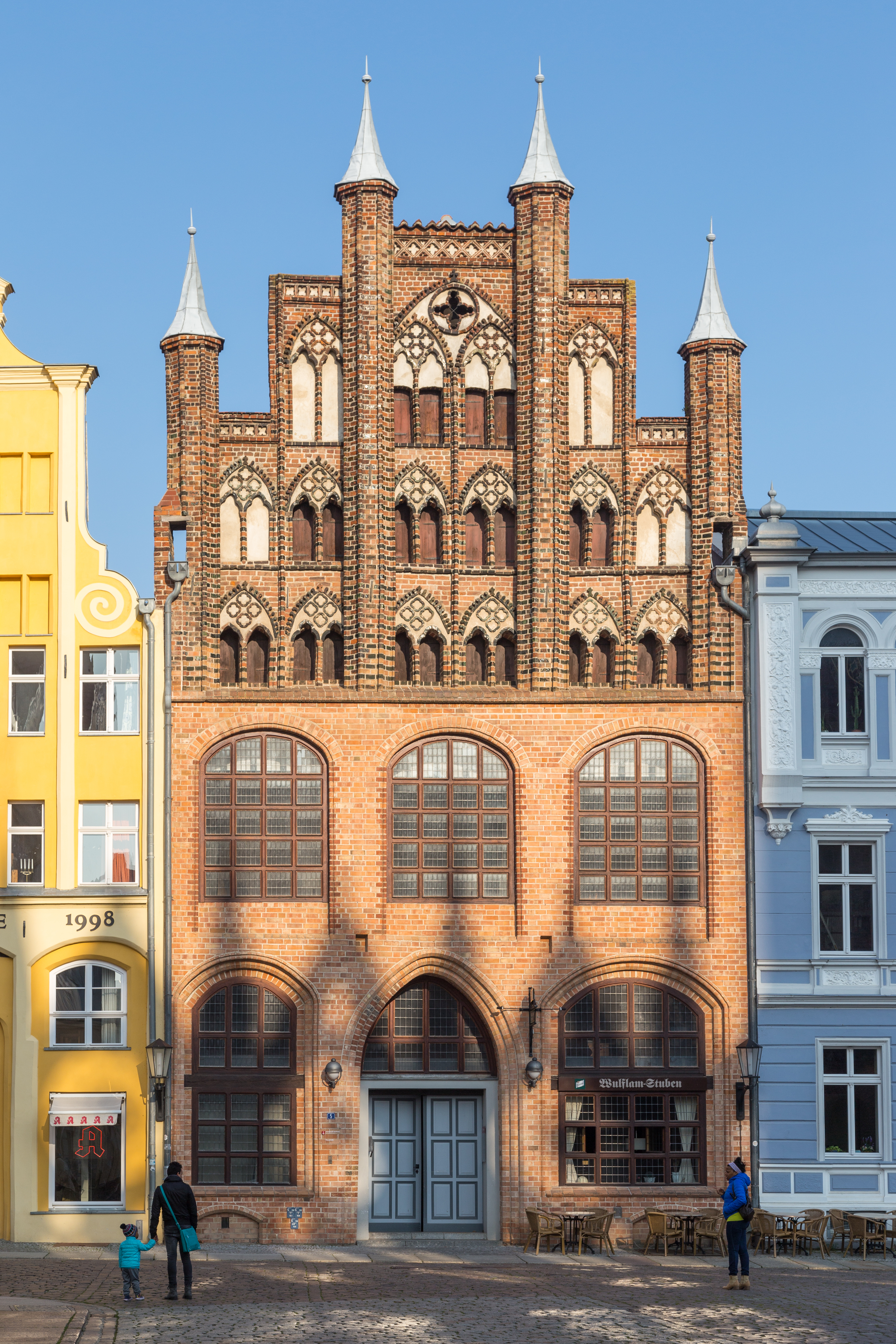
La maison Wulflam, un des bâtiments résidentiels gothiques tardifs les mieux conservés du nord de l'Allemagne.

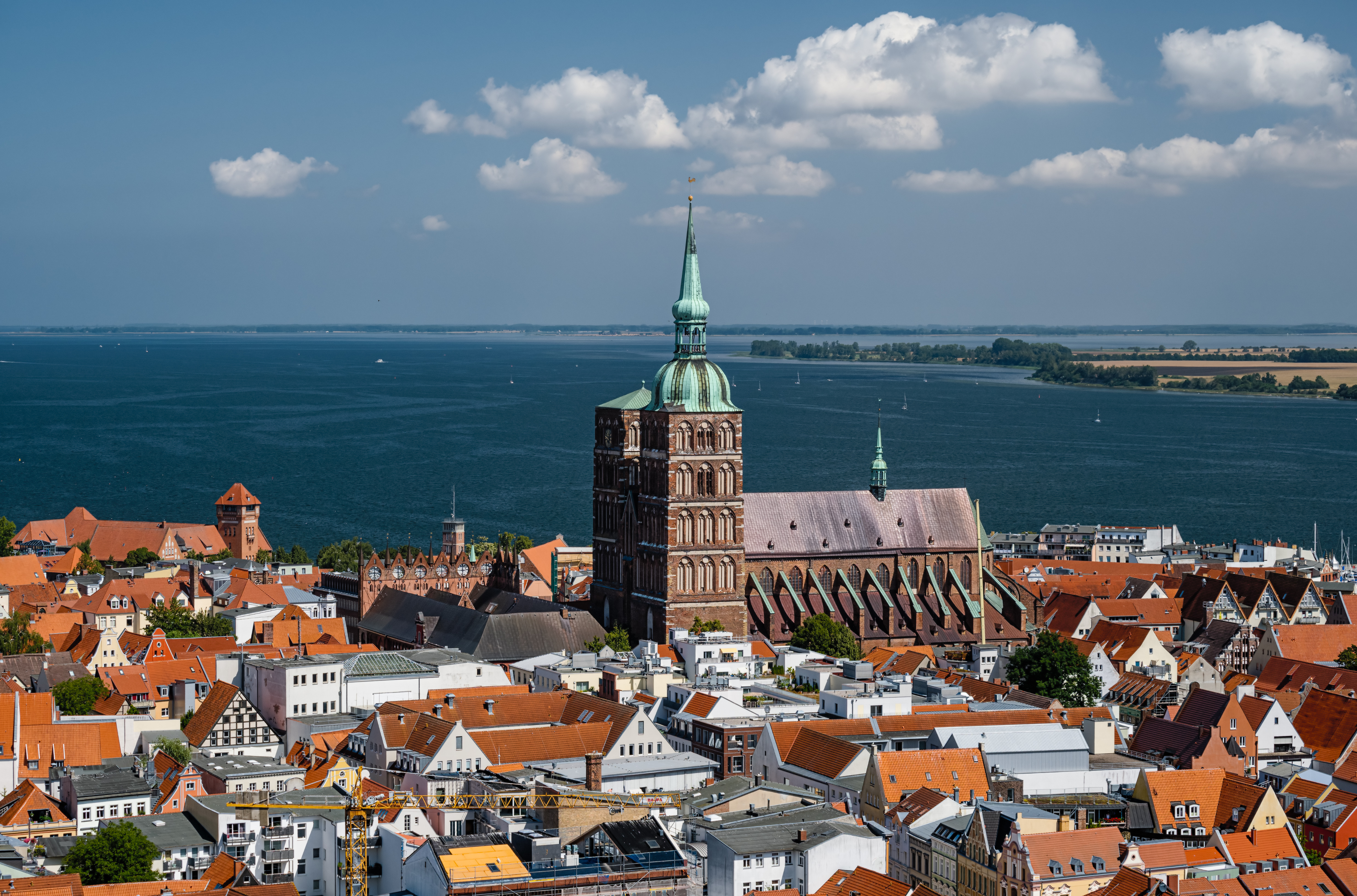
L'église Saint-Nicolas de Stralsund. Juillet 2019.

- Vieille ville, place du Vieux Marché, place du Nouveau Marché
- Lieux de culte
  - Église Saint-Nicolas de Stralsund (1276)
  - Église Sainte-Marie de Stralsund (1298)
  - Église Saint-Jacques de Stralsund (1303)
  - Église du Saint-Esprit (Stralsund) (de) (1350c)
  - Chapelle Saintes-Anne-et-Brigitte (1470 ; aujourd'hui désaffectée)
- Musées 
  - Stralsund Museum (de) (1859), totalement repensé vers 2010[3]
  - Musée allemand de la Mer (de) : Ozeaneum (2008), Nautineum Stralsund (de) (1999), Natureum Darßer Ort (de) (1991)
  - Marinemuseum Dänholm (de)
  - Museumshaus (Stralsund) (de), Bötcherstrasse 38
- Liste des monuments historiques de Stralsund (de)
- Liste des lieux de souvenir de Stralsund (de)
- La Kütertor et la Kniepertor, les deux portes de ville restant des fortifications de la ville
- Moulin Mahnkesche, moulin historique reconstruit au zoo.
- La Lotsenhaus.
- La Maison Scheele.

## Personnalité
- Jonas Ludwig von Heß (1756-1823), écrivain allemand, y est né.